# Stagmatoptera septentrionalis
Stagmatoptera septentrionalis är en bönsyrseart som beskrevs av Henri Saussure och Leo Zehntner 1894. Stagmatoptera septentrionalis ingår i släktet Stagmatoptera och familjen Mantidae. Inga underarter finns listade i Catalogue of Life.